# Hurst (Illinois)
Hurst – miasto w Stanach Zjednoczonych, w stanie Illinois, w hrabstwie Williamson.